# Versace negro de Elizabeth Hurley
Elizabeth Hurley lució un Versace negro, frecuentemente referenciado como "AQUEL vestido" (en inglés, THAT dress), cuando acompañó a su entonces novio Hugh Grant al estreno de la película Cuatro bodas y un funeral en 1994. El vestido estaba sostenido a los lados por varios imperdibles de oro de gran tamaño. El traje es quizá la creación más conocida de Versace, y es ampliamente considerado el responsable de lanzar a Hurley a la escena global.

## Diseño
El ceñido vestido largo negro fue hecho de piezas de seda y lycra, con imperdibles de oro de gran tamaño ubicados en "sitios estratégicos". El traje tenía una amplia abertura frontal desde el cuello a más abajo de los pechos, con escote en pico y dos tirantes delgados en cada hombro, también con aberturas laterales en el cuerpo sujetas cada una por seis grandes imperdibles dorados. Otro imperdible más adornaba la abertura lateral de la falda hasta la cima del muslo. Se dice que el vestido estuvo inspirado en el punk, "neo-punk", y algo que "surgió del desarrollo del sari", de acuerdo con Gianni Versace.

## Controversia
Hurley dijo del traje que "Ese traje fue un favor de Versace porque yo no podía comprarlo. Su gente me dijo que no tenían traje de noche, pero quedaba una prenda en la oficina de prensa. Entonces me lo puse y listo." Sin embargo, a algunos el traje les pareció demasiado indecente, revelador y de mal gusto. En respuesta a los comentarios sobre la naturaleza reveladora del vestido, Hurley dijo que "A diferencia de muchos diseñadores, Versace diseña ropa para celebrar la forma femenina en vez de eliminarla". Sin embargo, en 2018 la actriz declaró que el vestido "no era para tanto".
El vestido inició la tendencia cada vez más habitual entre actrices y cantantes de lucir diseños muy atrevidos en presentaciones y eventos, incluso siendo superado por otros modelos de la década de 2010. El Versace negro fue de nuevo vestido por Lady Gaga en 2012 durante un evento en Italia, y una adaptación del mismo por Jennifer Lawrence en 2018, por el que tuvo críticas por utilizarlo durante un frío día invernal al aire libre.